# Frederico de Barros Barreto
Frederico de Barros Barreto (Recife, 1 de junho de 1895 — Rio de Janeiro, 18 de maio de 1969) foi um magistrado brasileiro.
Filho de Manuel de Barros Barreto e Antonieta Thompson de Barros Barreto, formou-se na Faculdade de Direito do Rio de Janeiro, em 1915.
Nomeado ministro do Supremo Tribunal Federal em 1939, foi nomeado presidente do STF em 1960.